# Cordoncillo
Cordoncillo ist eine Ortschaft und eine Parroquia rural („ländliches Kirchspiel“) im Kanton Atahualpa der ecuadorianischen Provinz El Oro. Die Parroquia besitzt eine Fläche von 30,69 km². Die Einwohnerzahl lag im Jahr 2010 bei 1003.

## Lage
Die Parroquia Cordoncillo liegt am Westrand der Cordillera Occidental im Südwesten von Ecuador. Der 1240 m hoch gelegene Hauptort befindet sich etwa 1,5 km ostsüdöstlich vom Kantonshauptort Paccha. Die Fernstraße E585 (Zaruma–Pasaje) führt an Cordoncillo vorbei.
Die Parroquia Cordoncillo grenzt im Nordosten an den Kanton Chilla, im Osten an die Parroquia Huertas (Kanton Zaruma) sowie im Westen an die Parroquia urbana Paccha.

## Geschichte
Die Parroquia Cordoncillo wurde am 21. März 1986 gegründet.